# J. Castro
J. Castro o simplemente Castro fue una empresa española fabricante de automóviles, que estuvo operativa en Barcelona (Cataluña) entre los años 1902 y 1903 (se disolvió al año siguiente).

## Historia

### De La Cuadra a Castro
El empresario gallego José María Castro Fernández, nacido en 1845 en Trebolle (Torre, Páramo, Lugo), fue destinado en 1897 a la localidad catalana de Vic para dirigir la delegación del Banco Vitalicio de España.
Tras el colapso de la marca barcelonesa La Cuadra en 1901, Castro —uno de los principales acreedores de la empresa—, se asoció con el banquero vicense Gironès y se quedó con las antiguas instalaciones y efectivos de La Cuadra, así como con gran parte de los operarios (el jefe de taller, el villafranquino Félix Palet Carrió, siguió en su antiguo cargo). Otro socio de Castro era el ingeniero suizo Marc Birkigt (que será el director técnico de la compañía). La nueva empresa fue fundada en noviembre de 1902 como J. Castro Sociedad en Comandita, Fábrica Hispano-Suiza de Automóviles. José María Castro también adquirió toda la maquinaria, utillajes y vehículos de La Cuadra en proceso de fabricación —que serán comercializados con la marca Castro—.

### Modelos

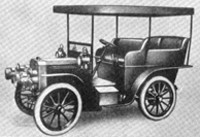
Automóvil Castro de 1902.

La actividad de la nueva empresa, situada en Barcelona en los números 54 a 64 de la calle de Floridablanca, empezó por terminar los vehículos que quedaron a mitad de fabricación en La Cuadra.
Una vez trasladada la fábrica, ya en 1903, se presentó un nuevo modelo muy avanzado, el 10 HP, con un motor de dos cilindros, 1885 cc, radiador de nido de abeja y transmisión por cardán, toda una demostración del talento de Birkigt. De este modelo se vendieron varios ejemplares, y este éxito animó a la marca a fabricar pocos meses después un modelo más ambicioso, el 14 HP, con motor de 4 cilindros y 2412 cc que tenía como novedad dos árboles de levas, uno para la admisión y otro para el escape. Además, por descontado, el 14 HP también tenía las vanguardistas soluciones ya vistas en el 10 HP. Llegó a producirse también una variante potenciada del 10 HP, el 12 HP.
El 22 de noviembre de 1903 se organizó una excursión desde Barcelona hasta Montserrat en la que participaron cinco coches: dos Castro 10 HP (uno era el de Francisco Seix), el nuevo 14 HP conducido por Birkigt y Castro, un De Dion-Bouton 8 HP y un Cotterau 10 HP. El nuevo modelo de J. Castro destacó por su fiabilidad, maniobrabilidad y facilidad de ascensión, dejando atrás al resto de automóviles.

### De Castro a Hispano-Suiza
Aunque los Castro se consideraron en su tiempo unos coches excelentes por calidad y por manejo, la empresa, falta de recursos económicos, en los últimos meses de 1903 entró en crisis. El 11 de diciembre de ese año se cerraron definitivamente los talleres y en marzo de 1904 se disolvió la sociedad.
Castro, como tal, parece que vendió tan sólo 8 o 10 unidades entre 1902 y 1903, aunque su estructura, recapitalizada convenientemente, tendrá continuidad con el nombre de Hispano-Suiza, y así serán terminados y vendidos en 1904 otros dos ejemplares que serán catalogados como Hispano-Suiza tipo 10 T. El 14 HP será la base del primero de los Hispano-Suiza, el tipo 14, mientras el T 20 o 20 HP también proviene de un concepto iniciado por Birkigt en la etapa Castro.